# Folke Brundin
Pour les articles homonymes, voir Brundin.
Folke Brundin (né le 12 avril 1963) est un rameur suédois. Il participe à la compétition masculine à quatre barreur lors des Jeux olympiques d'été de 1988 à Séoul en Corée du Sud où il termine en dixième position avec ses coéquipiers Per-Olof Claesson (en), Anders Larson (en) et David Svensson (en).